# 托羅坎寧 (加利福尼亞州)
托羅坎寧（英語：Toro Canyon）是位於美國加利福尼亞州聖巴巴拉縣的一個人口普查指定地區。

## 地理
托羅坎寧的座標為34°02′56″N 119°33′47″W / 34.04889°N 119.56306°W，而該地最高點為海拔高度15米（即49英尺）。

## 人口
根據2010年美國人口普查的數據，托羅坎寧的面積為9.255平方千米，當中陸地面積為9.246平方千米，而水域面積為0.009平方千米。當地共有人口1508人，而人口密度為每平方千米162人。